# يوروفيجن للعازفين الشباب 2018

كانت مسابقة يوروفيجن للعازفين الشباب 2018 (بالإنجليزية:  Eurovision Young Musicians 2018)‏ هي النسخة التاسعة عشرة من مسابقة يوروفيجن للعازفين الصغار . استضافتها المملكة المتحدة، لأول مرة منذ المسابقة الافتتاحية في عام 1982 . كانت هذه النسخة إنتاجًا مشتركًا بين اتحاد البث الأوروبي (EBU) ومهرجان إدنبرة الدولي وهيئة الإذاعة البريطانية ( BBC) كمذيع مضيف. وشارك في المسابقة موسيقيون يمثلون ثمانية عشر دولة أعضاء في اتحاد الإذاعات الأوروبية ، حيث ظهرت ألبانيالأول مرة إلى جانب سبع دول عائدة ، بينما انسحبت النمسا من المشاركة لأول مرة.

## الدول المشاركة

الدول المشاركة في مسابقة 2018:
الدول المشاركة
الدول التي لم تتأهل للنهائي
الدول التي شاركت في الماضي ولكن ليس في 2018